# Konstanty Rokicki

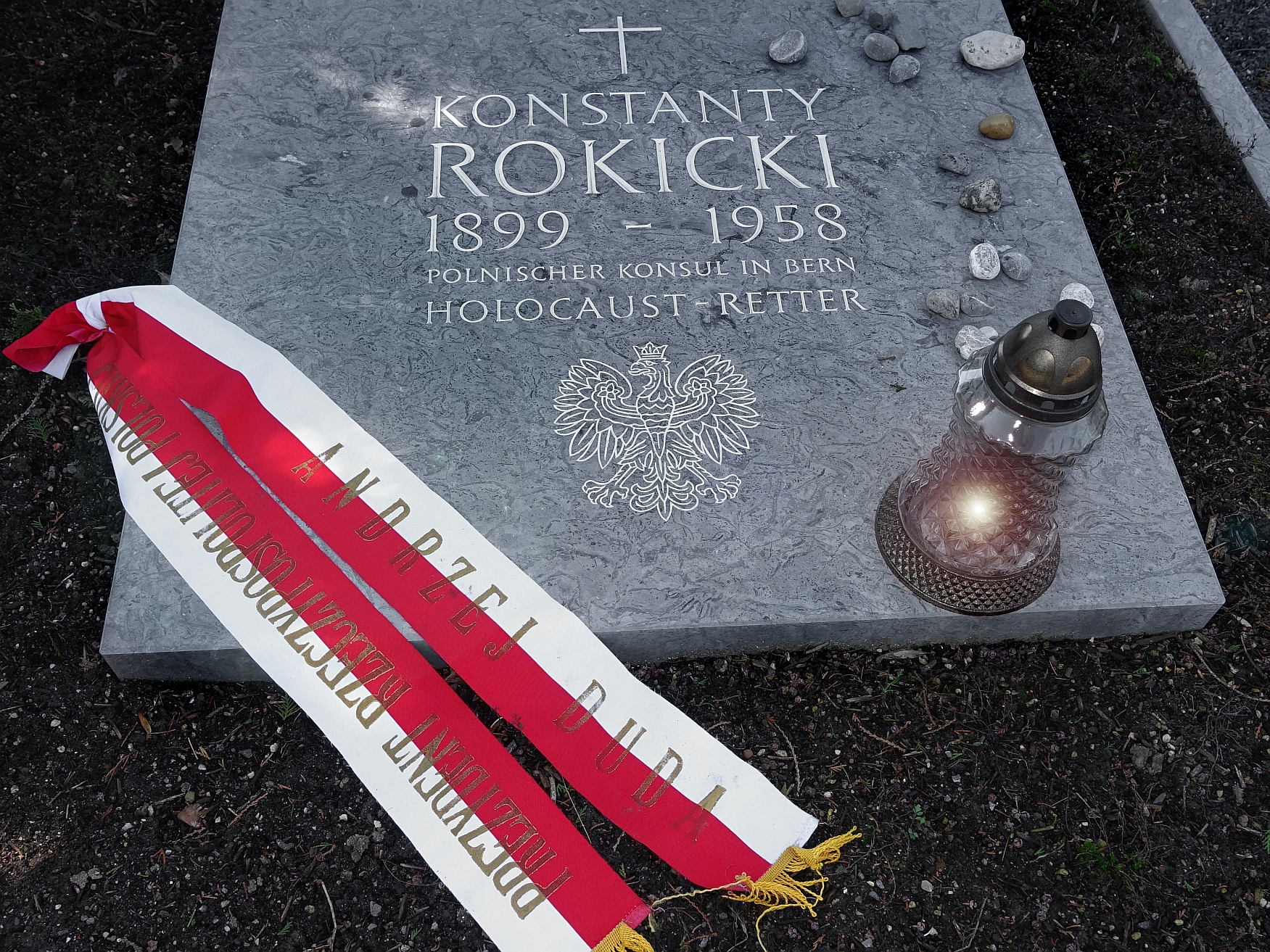
Grób Rokickiego w Lucernie

Konstanty Rokicki (ur. 16 czerwca 1899 w Warszawie, zm. 18 lipca 1958 w Lucernie) – polski urzędnik konsularny, wicekonsul RP w Rydze i Bernie, uczestnik akcji ratowania Żydów z Holocaustu, członek grupy Ładosia, w której w latach 1941–1943 produkował fałszywe paszporty latynoamerykańskie, które ratowały od wywózki Żydów do obozów zagłady.

## Życiorys

### Dzieciństwo i życie osobiste
Urodził się w rodzinie Józefa i Konstancji z d. Pawełkiewicz. Podporucznik kawalerii, prawdopodobnie uczestnik wojny polsko-bolszewickiej dwukrotnie odznaczony za waleczność, w 1934 został zakwalifikowany jako oficer rezerwy do I Pułku Strzelców Konnych. 17 sierpnia 1936 Rokicki zawarł małżeństwo z Marią z domu Goldman (Goldmanis). Miał z nią córkę, Wandę Rokicką (1938–2008), późniejszą pracownicę ONZ w Genewie.

### Kariera dyplomatyczna i grupa Ładosia
W 1931 wstąpił do służby konsularnej Ministerstwa Spraw Zagranicznych. W latach 1932–1933 był pracownikiem kontraktowym konsulatu RP w Mińsku, w latach 1934–1936 wicekonsulem w Rydze, a w latach 1936–1938 pracownikiem kontraktowym poselstwa RP w Kairze. Od 1939 do 1945 był wicekonsulem RP w Bernie. Pracował także dla polskiego wywiadu.
W latach 1941–1944 wypisał ręcznie, przy pomocy swojego współpracownika Juliusza Kühla, od kilkuset do kilku tysięcy paszportów Republiki Paragwaju, które następnie szmuglowane były do gett okupowanej Polski i ratowały ich żydowskich posiadaczy przed wywózką do obozów zagłady. Paszporty Paragwaju, w odróżnieniu od paszportów innych państw Ameryki Łacińskiej, miały szczególną wartość, ponieważ kraj ten – pod naciskiem Polski i Stolicy Apostolskiej – tymczasowo uznał ich ważność.
Pieniądze na przekupywanie konsula honorowego Paragwaju, berneńskiego notariusza Rudolfa Hügliego, pochodziły ze zbiórek organizowanych przez amerykańskich i szwajcarskich Żydów, a także z funduszy przekazywanych przez rząd na uchodźstwie na „opiekę nad uchodźcami”. Listy beneficjentów i ich zdjęcia szmuglowane były do Berna z okupowanej Polski dzięki sieci organizacji żydowskich, w szczególności Agudat Israel i Relico (Relief Committee for Jewish War Victims). Na ich czele stali Chaim Eiss oraz Abraham Silberschein.
Konsul Rokicki odszedł ze służby w 1945 po utworzeniu Tymczasowego Rządu Jedności Narodowej i osiadł na stałe w Szwajcarii.

## Odznaczenia
Nazwisko Rokickiego przez lata nie pojawiało się w literaturze, choć znalazło się w 1945 w podziękowaniach od Agudat Israel dla polskiego poselstwa obok nazwisk posła Aleksandra Ładosia, Juliusza Kühla oraz Stefana Ryniewicza. Organizacja twierdziła w nim, że bez ich działalności nie udałoby się uratowanie „wielu setek osób”. O roli Rokickiego w akcji ratowania Żydów napisali po raz pierwszy w sierpniu 2017 dziennikarze Mark MacKinnon oraz Zbigniew Parafianowicz i Michał Potocki.
W kwietniu 2019 Rokicki został uhonorowany przez Jad Waszem tytułem Sprawiedliwego wśród Narodów Świata. W 2024 otrzymał amerykański Złoty Medal Kongresu.
W czerwcu 2019 został pośmiertnie odznaczony Medalem Virtus et Fraternitas.

## Alternatywne interpretacje
W jednym z dokumentów oraz w artykule MacKinnona występuje wzmianka, że paszporty wypisywali – obok Rokickiego – również Juliusz Kühl i Stefan Ryniewicz. Jest to mało prawdopodobne ze względu na brak doświadczenia konsularnego Kühla i wyższy status Ryniewicza, który był wówczas zastępcą szefa placówki. Ponadto sam Kühl, którego status dyplomatyczny nie był uznawany przez Szwajcarów, wskazał w czasie swojego przesłuchania na Rokickiego, zaś poselstwo nie zaprzeczyło tym twierdzeniom.

## Kontrowersja Instytutu Jad Waszem
W kwietniu 2019 Instytut Jad Waszem poinformował o przyznaniu tytułu Sprawiedliwego wśród Narodów Świata konsulowi Konstantemu Rokickiemu, którego uznał za lidera grupy Ładosia i o przyznaniu wyrazów uznania „konsulom” Aleksandrowi Ładosiowi i Stefanowi Ryniewiczowi. Decyzja zawierająca poważne błędy faktograficzne (Ładoś i Ryniewicz byli przełożonymi Rokickiego, a nie jego podwładnymi i żaden z nich nie był konsulem) spotkała się z protestem rodziny Rokickiego, której przedstawicielka odmówiła przyjęcia medalu do wyjaśnienia sprawy dwóch pozostałych dyplomatów. Decyzja wywołała także reakcję ponad 30 ocalonych przez grupę Ładosia, którzy wystosowali do Jad Waszem list protestacyjny. Również ambasador RP w Szwajcarii Jakub Kumoch, określił decyzję Jad Waszem jako „nieporozumienie”, podkreślając, że Rokicki działał pod kierownictwem Ładosia i Ryniewicza. Zaprotestował również jeden z odkrywców grupy Ładosia, polski konsul honorowy w Zurychu Markus Blechner.